# Euterpeae
Euterpeae és una tribu de palmeres (Arecaceae). Les espècies d'aquesta tribu poden ser des de palmeres primes a robustes però no tenen un estípit (tronc) recte. Les fulles són pinnades. El fruit té un exocarpi llis. Proliferen en selves plujoses d'Amèrica central i Amèrica del ud, també al Carib. A altituds baixes i altes. Segons els estudis de Dransfield et al. (2008), són un grup monofilètic. La seva posició sistemàtica precisa dins Arecoideae encara no està clara.